# Ruud Hermus
Rudolphus Josephus Johannes (Ruud) Hermus (Klundert, 10 juni 1941 − Beneden-Leeuwen, 22 februari 2018) was een Nederlands voedingsdeskundige en hoogleraar voedingsleer.

## Biografie
Hermus doorliep het gymnasium aan het Onze Lieve Vrouwelyceum te Breda. Hij studeerde in 1968 af als ingenieur in zuivelbereiding aan de Landbouwhogeschool te Wageningen. In 1963 was hij eerste secretaris van de katholieke studentenvereniging Sint-Franciscus Xaverius aldaar. Hij promoveerde in 1975 op Experimental atherosclerosis in rabbits on diets with milk fat and different proteins. Een van zijn stellingen bij zijn promotie was: "Voorstanders van een numerus fixus van studenten op grond van plaatsingsmogelijkheden kunnen steun ontlenen aan de motivering van het doodvonnis van Lavoisier: "Nous n'avons plus besoins de savants".
In de jaren 1970 werkte hij als voedingsdeskundige bij de Hartstichting, waar hij zich bezighield met het verband tussen voeding en gezondheid. Van 1969 tot 1979 was hij opnieuw verbonden aan de Landbouwhogeschool Wageningen, aanvankelijk als wetenschappelijk medewerker voeding. Hij pleitte toen al voor een deels vegetarische levenswijze, die goed zou zijn voor verlaging van het cholesterolgehalte en zou leiden tot een verlaagd risico op een hartinfarct. In 1976 schreef hij een voorwoord in Het kookboek van de Hartstichting. In 1977 deed hij onderzoek naar het al of niet goed zijn voor de gezondheid van het eten van eieren, en in welke mate en voor welke groepen mensen. In hetzelfde jaar mengde hij zich in een publieke discussie over de verstrekking van melk op scholen, en was van opvatting dat dat niet noodzakelijk was. Vanaf 1979 was hij hoofd voeding bij TNO. Vanaf 1 januari 1984 werd hij directeur van het instituut Civo-toxicologie en voeding van TNO. Hij was sinds 1981 tevens bijzonder hoogleraar in de voedingsleer van de mens aan de Rijksuniversiteit Limburg.
Vanaf eind jaren 1970 deed hij tevens onderzoek naar het verband tussen alcoholgebruik en gezondheid. In 1986 was hij een van de eersten die stelde dat matig alcoholgebruik (tot vier glazen per dag) een positief effect had op de gezondheid, en een verlaging van het risico op een hartinfarct teweegbracht, hetgeen hij later overigens bijstelde tot een tot drie glazen per dag. Hermus werkte mee aan verscheidene wetenschappelijke artikelen en congressen over het verband tussen voeding en gezondheid.
Prof. dr. ir. R.J.J. Hermus overleed in 2018 op 76-jarige leeftijd.